# Slåttjärnen (Ljusdals socken, Hälsingland, 685914-148129)
Slåttjärnen är en sjö i Ljusdals kommun i Hälsingland och ingår i Ljusnans huvudavrinningsområde.